# Reserva comunal Yanesha
La reserva comunal Yánesha és una àrea natural protegida amb una extensió de 34.744,7 hectàrees i situada en la zona centro oriental del Perú, abastant el territori del departament de Pasco. Va ser creada el 1988 i va ser primera en el seu tipus per als indígenes yanesha.
El 2010 la UNESCO reconeix la Reserva comunal Yanesha com a Zona d'Amortiment de la Reserva de Biosfera Oxapampa-Asháninka-Yánesha.

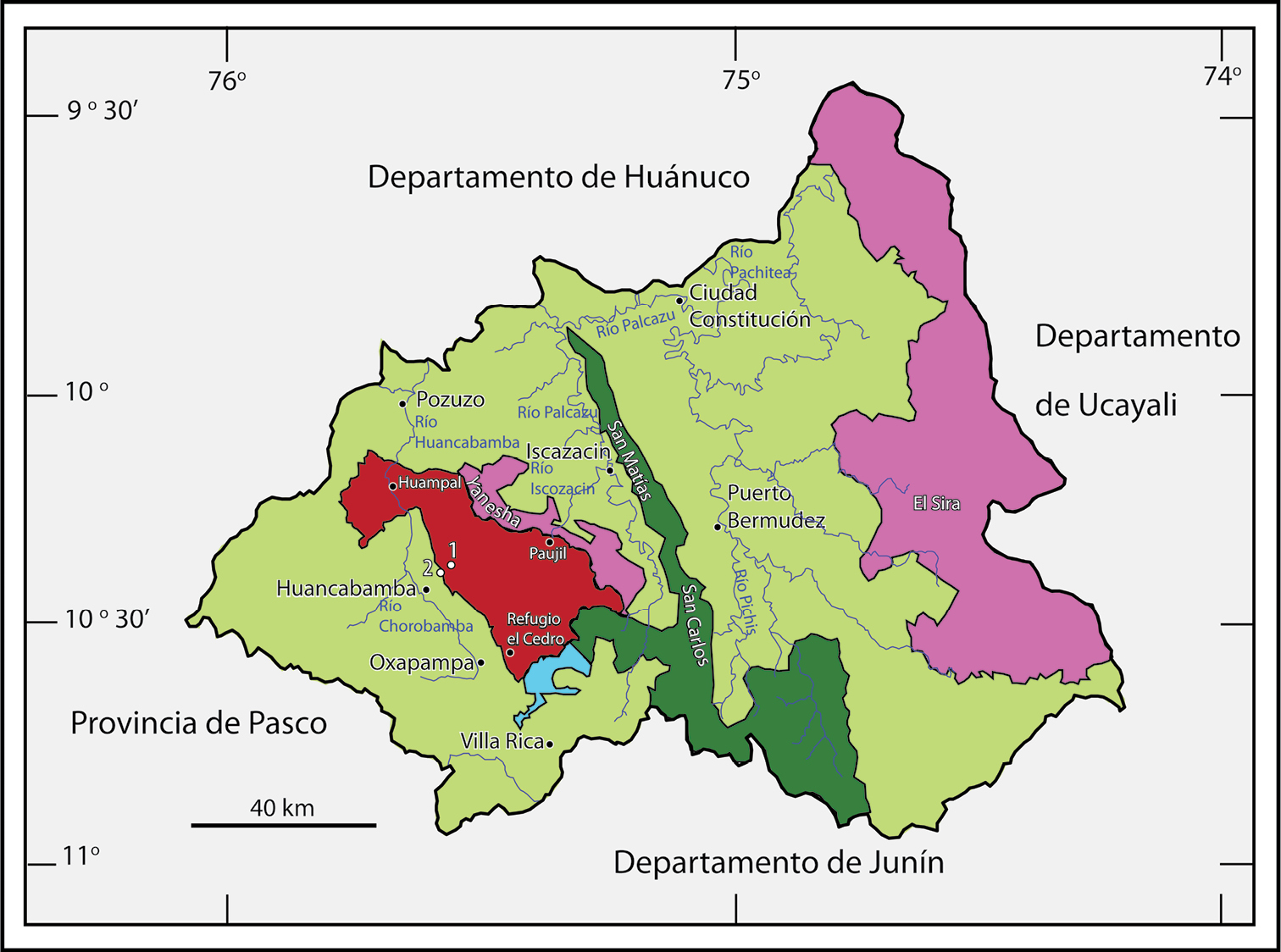
Reserva Comunal Yanesha (en rosat).

## Fauna
| Animals |
| Mamífers: Mazama mexicà, pècari de collar, pècari barbablanc, Armadillo de nou bandes, Dasyprocta, mona aranya, mona llanosa |
| Aus: Guan de Spix (Penelope jacquacu).                                                                                       |
| Peixos: prochilodus, brycon, Mylossoma aureum                                                                                |

## Importància
Un dels objectius de la Reserva Comunal Yanesha és protegir i conservar les conques tributàries del Palcazú, així com preservar la flora i fauna de la regió amb la finalitat de reivindicar els antics territoris dels yanesha que habiten la zona des de temps immemorials.